# Hersh Fenster
Pour les articles homonymes, voir Fenster.
Hersh Fenster (Hersh-Leyb Fenster ou Hermann Fenster) est un journaliste et écrivain anarchiste de langue yiddish né le 12 décembre 1892 à Baranów (Empire d'Autriche-Hongrie) et mort le 3 mai 1964 à Paris. Il est notamment connu pour sa défense de la culture yiddish et son ouvrage Undzere farpaynikte kinstler (Nos artistes martyrs) paru en 1951.

## Biographie
Hersh Leib Fenster naît à Baranów en Galicie orientale de l'union de Yacov Fenster et de Chaja Feingold. Son père est sofer. Il reçoit une éducation juive, en allant au heder. Cela lui permet de parler couramment le yiddish, le polonais et l'allemand dès le plus jeune âge. Au sein de sa ville natale il crée une association culturelle pour jeunes, l’Association Y. L. Peretz.
En 1920, il se forme à la pédagogie à Vienne auprès de Siegfried Bernfeld. Il devient alors journaliste en langue allemande dans Abend-Post.
Il s'installe en France en 1922 pour s'inscrire à la Sorbonne et devenir professeur de français. En 1924, il obtient son certificat de capacité à l’enseignement du français langue étrangère. Il se marie en Pologne, à Tarnow, le 14 septembre 1926 puis civilement à Paris en 1927. A Paris, il travaille pour différents journaux en yiddish mais aussi en tant que secrétaire de Sholem Asch,. 
Dans les années 1930, Fenster vit avec sa famille à Paris, au 22ter rue Ledion. En 1937, il part en voyage à but ethnographique sur les anciennes synagogues de Pologne avec le peintre Jacob Macznik. En 1939, avec l'aide de Naoum Aronson et d’Isaac Kouliche, Fenster ouvre le Foyer amical Dos yidishe vinkl rue Richer à Paris (où une plaque a été installée par la vile de Paris),.
Passionné par les langues, il parle yiddish, allemand et polonais mais aussi également français et anglais, cependant il décide très tôt de s'exprimer en yiddish et devient également professeur de yiddish pour les enfants.
Durant la Seconde Guerre mondiale, il fuit Paris en juin 1940 pour se réfugier chez des amis à La Force en Dordogne avec sa femme, Léa Gelernster, leur fille, Vivienne et leur fils, Ariel, né en 1943. Il se retrouve interné, notamment au Groupement des travailleurs étrangers de Mauriac entre août 1941 et juin 1942 puis à Saint-Georges-d’Aurac, en Haute-Loire, puis au Centre de Mons, dans le Puy-de-Dôme. En 1942, profitant d'une autorisation de sortie exceptionnelle, il passe dans la clandestinité grâce à Pierre Pinson. Après avoir rejoint sa famille, il se réfugie en Haute-Savoie avant de passer en Suisse.
Hersh Fenster rentre à Paris avec sa famille le 4 octobre 1945, il retourne à Montparnasse où il découvre la disparition de ses amis artistes. 
Il défend la culture yiddish, il est anarchiste et végétarien.

## NosArtistes martyrs (Undzere farpaynikte kinstler)
Publié à 350 exemplaires à Paris en 1951 en yiddish, ce livre est republié en français en 2021 par le mahJ à l'occasion de l'exposition « Hersh Fenster et le shtetl perdu de Montparnasse ». Il s'agit d'un travail de mémoire, d'une enquête auprès des artistes sur la vie de 84 artistes juifs de l'École de Paris disparus pendant la Shoah parmi lesquels on retrouve Otto Freundlich, Chaïm Soutine, Etienne Farkas, Jacob Macznik, Léon Weissberg, René Levy, Marcel Lherman, Jacques Ostrowsky, Paul Ulmann, Bernard Altschuler, Sophie Blum-Lazarus, Paul Dœry, Elie Grinman, Karl Klein, Israël Lewin, Samuel Liebewert, Abraham Mordkhine, Paul Pitoum, Elisabeth Polak, Hirsh Poustchevoy, Felix Roitman, Abraham Rosenbaum, Meyer Cheychel, Manfred Starkhaus, G. Stuman, David-Michel Krewer et Ary Lochakow. Marc Chagall écrit alors en 1950 un poème en guise de préface.